# 常花代
常 花代（つね はなよ）とは元宝塚歌劇団男役。東京都出身。麻布三河台中学校出身。芸名の由来は祖父（第31代横綱・常ノ花）の名より。宝塚歌劇団時代の愛称はノベちゃん（本名の姓の「山野辺」から）。

## 来歴・人物
1964年に宝塚音楽学校に入学し、1966年に卒業。同年、52期生として、月組公演『日本の四季／ファンタジア』で初舞台を踏む。同期に瀬戸内美八、松あきら、川地民夫夫人の麻生薫（1988年死去）らがいる。入団時の成績は51人中24位。同年、星組配属。
1970年5月、月組に組み替え。
1974年10月、雪組に組み替え。
1981年3月31日付で宝塚歌劇団を退団。
現在は相撲茶屋「白豊」を経営。

## 宝塚歌劇団時代の主な舞台出演
※『歌劇』1981年4月号 （宝塚歌劇団）のp.87を参考にした。
- 『日本の四季』／『ファンタシア』（1966年4月）＊初舞台
- 『虹を追って』モレー中尉　＊新人賞受賞（1968年2月）
- 『千姫』新人公演：鬼次郎（本役：鳳蘭）（1968年10月）
- 『惟葉の夕笛』新人公演：広盛（本役：安奈淳）（1969年9月）
- 『鷗よ波濤を超えて』新人公演：アチット（本役：榛名由梨）（1970年9月）
- 『人魚姫』次兄、新人公演：ハインリッヒ王子（本役：古城都）（1971年7月）
- 東京公演『霧深きエルベのほとり』新人公演：フックス（本役：大滝子、榛名由梨）（1973年8月）
- 東南アジア公演に参加（1973年11月 - 12月）
- 『花のオランダ坂』幻想の丈吉、新人公演：丈吉（本役：榛名由梨）（1974年7月）
- 『秋扇抄』真女児／『ベルサイユのばら』小公子、新人公演：オスカル（本役：榛名由梨）　＊努力賞受賞（1974年9月）
- 『ベルサイユのばら』ジェローデル　＊努力賞受賞（1975年8月 - 9月）
- 『星影の人』桂小五郎／『Non,Non,Non』オクロック（1976年6月 - 8月）
- 『鶯歌春』趙永順（1977年2月 - 3月）
- 『あかねさす紫の花』天比古（1977年7月 - 8月）
- 『風と共に去りぬ』アシュレ（1978年1月 -2月）
- 『朝霧に消えた人』仙石弥三郎（1979年8月 - 9月）
- 『去りゆきし君がために』ロリータ（1980年2月 - 3月）
- 『青き薔薇の軍神』ベギラン侯爵（1980年10月 - 11月）